# Schefflera emarginata
Schefflera emarginata là một loài thực vật có hoa trong Họ Cuồng cuồng. Loài này được (Moon) Harms miêu tả khoa học đầu tiên năm 1894.